# Melanophryniscus rubriventris
Melanophryniscus rubriventris – gatunek płaza bezogonowego z rodziny ropuchowatych.

## Systematyka
Gatunek ten jest jednym z przedstawicieli rodzaju Melanophryniscus zaliczanego do rodziny ropuchowatych (Bufonidae). Możliwe, że takson ten nie stanowi jednego gatunku, a kompleks gatunków.

## Rozmieszczenie geograficzne
Jest to płaz występujący w północno-zachodniej Argentynie (w prowincjach Jujuy i Salta) oraz południowej i środkowej Boliwii.

## Ekologia
Jego siedlisko przedstawia się rozmaicie na różnych terenach, gdzie występuje. W Boliwii zamieszkuje suchy las porastający doliny Andów. W Argentynie zajmuje lasy wilgotne, głównie górskie. Występuje w przedziale wysokości 700–2100 m n.p.m.
Gatunek toleruje pewne zmiany w środowisku.

## Cykl życiowy
Prowadzi dzienny i naziemny tryb życia.
W ekstremalny sposób stosuje on strategię szybkiego, gwałtownego rozrodu (explosive breeder), przebiegającego na przełomie wiosny i lata, po obfitych opadach deszczu. Wykorzystuje w tym celu płytkie tymczasowe stawy i rowy. Samce nawołują swe wybranki w dzień, czasami w nocy, z brzegu lub z płytkiej wody. Samice składają do wody jaja, z których wylęgają się kijanki prowadzące wodny tryb życia.

## Status zagrożenia i ochrona
W Czerwonej księdze gatunków zagrożonych IUCN płaz ten od 2004 roku klasyfikowany jest jako gatunek najmniejszej troski (LC, ang. Least Concern).
W Boliwii gatunek zdaje się pospolity. W Argentynie spotyka się go pospolicie jedynie w czasie sezonu rozrodczego. Trend populacyjny oceniany jest jako stabilny.
Toleruje do pewnego stopnia siedliska zmodyfikowane przez człowieka i można go spotkać na polanach, w przydrożnych rowach czy na pastwiskach, ale nie toleruje bardziej intensywnych modyfikacji siedlisk, takich jak intensywny wyręb. Jednakże w Boliwii nie występują żadne istotne zagrożenia dla gatunku.
W Argentynie zamieszkuje głównie tereny chronione, w tym Park Narodowy Baritú i Park Narodowy Calilegua. W Boliwii zamieszkuje m.in. Park Narodowy Serranía del Iñao.